# Ляшенко, Фёдор Иванович
Фёдор Иванович Ляшенко (1910—1985) — комбайнёр Кавалерской МТС Егорлыкского района Ростовской области. Герой Социалистического Труда.

## Биография
Фёдор Иванович Ляшенко родился в 1910 году в хуторе Кугоейский ныне Егорлыкского района в крестьянской семье. Восемнадцатилетним парнем вступил в товарищество совместной обработки земли, а в 1929 году окончил курсы трактористов.
Работал трактористом, потом бригадиром тракторной бригады, комбайнером и механиком Кавалерской и Атаманской МТС. В 1941 году по особому распоряжению был оставлен райвоенкоматом при МТС. В трудные военные годы под его ответственностью находились десятки тракторов и комбайнов. Впоследствии он перешел работать механизатором в колхоз «Красная колонна» Егорлыкского района
За высокие намолоты зерновых и масличных культур около 6224 центнеров на комбайне «Сталинец-1» в период уборки 1950—1951 годов Фёдор Иванович был награждён орденом Ленина. А в следующем году он довел личный намолот за 25 дней до 8707 центнеров зерновых культур.
Указом Президиума Верховного Совета СССР от 27 июня 1952 года комбайнеру Кавалерской МТС Федору Ивановичу Ляшенко было присвоено звание Героя Социалистического Труда с вручением ордена Ленина и золотой медали «Серп и Молот».
Ф. И. Ляшенко за ударный труд был награждён также орденом Трудового Красного Знамени, ещё одним орденом Ленина, дважды медалью «За трудовую доблесть», а также медалями ВСХВ — ВДНХ СССР.
Федор Иванович принимал активное участие в общественной жизни, неоднократно избирался депутатом сельского и районного советов депутатов трудящихся, участвовал в работе ВДНХ.
Именем Федора Ивановича Ляшенко названа улица в станице Егорлыкской.